# You Ain't My Friend
You Ain't My Friend er det ottonde studiealbum af den svenske musiker og sangskriver Eddie Meduza. Albummet blev udgivet i 1990 og er Eddie Meduzas anden album med sange kun på engelsk.

## Spor
Alle sange skrevet og komponeret af Eddie Meduza.
| 1. | "Sweet Linda Boogie"  | 03:08 |
| 2. | "You Ain't My Friend" | 03:13 |
| 3. | "Little Rag-Doll"     | 03:24 |
| 4. | "Vicious Lips"        | 03:17 |
| 5. | "Don't Bring Me Down" | 04:37 |
| 6. | "Shame, Shame Woman"  | 02:36 |

| 1. | "Crying In My Pillow"    | 03:14 |
| 2. | "Don't Turn Around"      | 02:58 |
| 3. | "Oh, Gabrielle"          | 03:16 |
| 4. | "Heart, Don't Be A Fool" | 03:14 |
| 5. | "Impossible Love"        | 03:35 |

## Anmeldelser
Bert Gren fra Expressen gav albummet en positiv anmeldelse og beskrev det som en uhøflig ægte 50'ers rock for at være lavet i Sverige. Stefan Stenudd fra Dagens Nyheter beskriver pladen som en veludført nostalgisk rock, der kunne have været fra 1958.

## CD-udgivelse
På CD-udgivelsen, der kom ud i 2002, indeholdt albummet bonussangerne "Jag Vill Ha En Grammis" (der har den samme melodie som "Shame, Shame Woman" og på dansk bliver titlen "Jeg Vil Have En Grammy" eller "Jeg Kræver En Grammy" og "Midsommarnatt"(på dansk: Midsommernat).